# 毯子功
毯子功為傳統戲曲訓練之中對手、腰、腿動作的課程，也是戲曲表演武功的組成部分。由於訓練都在毯子上進行以防受傷，故有此名。
毯子功主要為翻騰踢腿；至於運用刀槍劍戟等兵器的功架訓練稱為把子功。
訓練方式包括「拿頂」、「下腰」、「腿功」等，不僅要求力量，也著重靈活度和柔軟度。「拿頂」是頭下腳上的倒立訓練；「下腰」是上身向後仰彎，雙手倒撐的『拱橋』；「腿功」分為壓腿、撕腿、踢腿和練腳步（碎步、蓮花步、跑圓場）等。